# Neuvy-sur-Loire
Neuvy-sur-Loire is een gemeente in het Franse departement Nièvre (regio Bourgogne-Franche-Comté). De plaats maakt deel uit van het arrondissement Cosne-Cours-sur-Loire. Neuvy-sur-Loire telde op 1 januari 2022 1.428 inwoners.

## Geografie
De oppervlakte van Neuvy-sur-Loire bedroeg op 1 januari 2022 21,31 vierkante kilometer; de bevolkingsdichtheid was toen 67 inwoners per km².

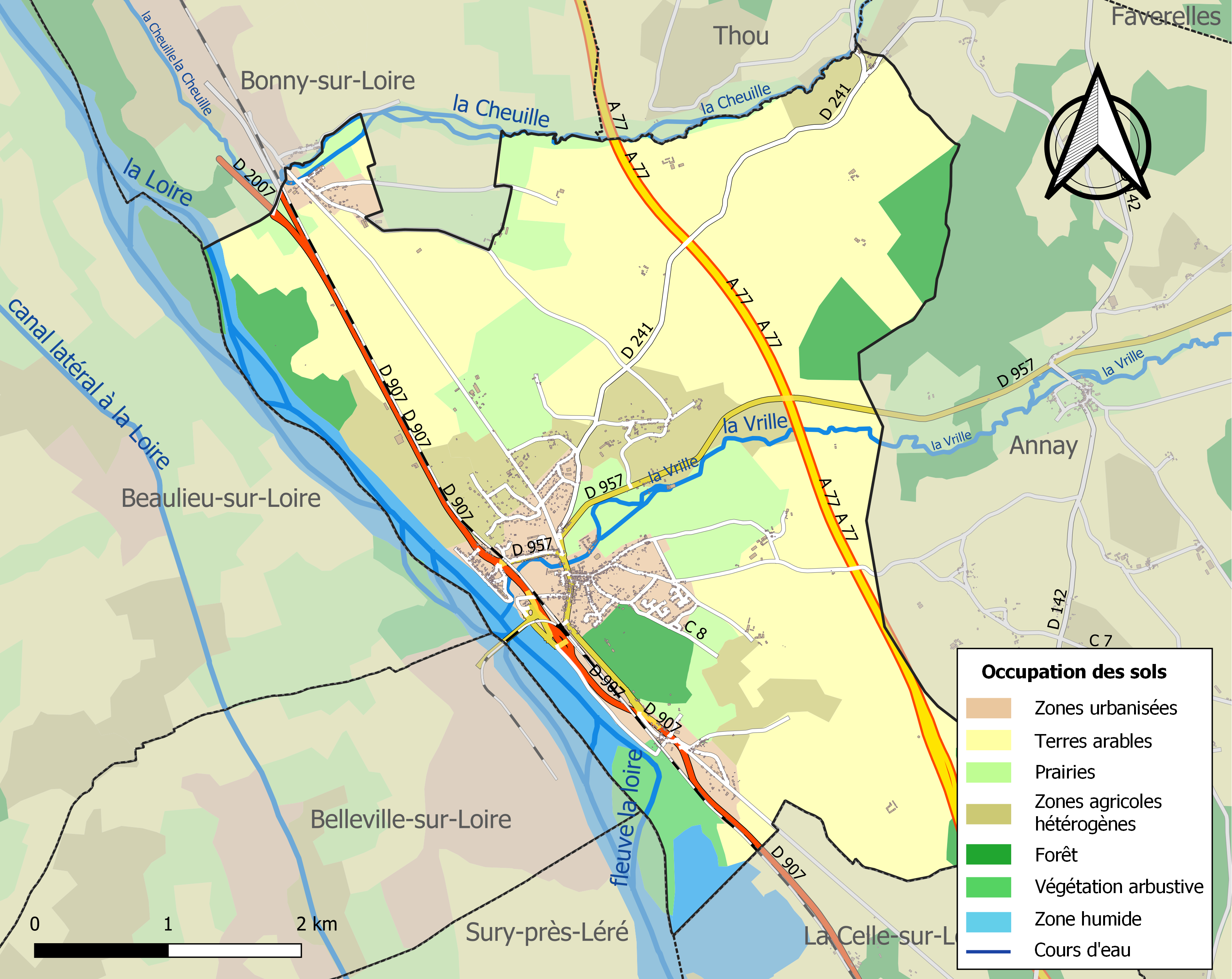
Kaart van de gemeente met de belangrijkste infrastructuur, bodemgebruik en omliggende gemeenten

## Demografie
Onderstaande figuur toont het verloop van het inwonertal (bron: INSEE-tellingen).